# Der Mann ohne Vergangenheit
Der Mann ohne Vergangenheit (Originaltitel: Mies vailla menneisyyttä) ist ein vielfach ausgezeichneter Film des finnischen Regisseurs Aki Kaurismäki. Es ist der zweite Teil einer Trilogie, die mit Wolken ziehen vorüber begonnen und mit Lichter der Vorstadt abgeschlossen wurde.

## Handlung
Ein Mann kommt mit dem Zug in Helsinki an und wird kurz darauf überfallen und bewusstlos geschlagen. Als er im Krankenhaus wieder zu sich kommt, hat er sein Gedächtnis verloren. Nicht einmal an seinen Namen kann er sich erinnern. In einer Containersiedlung beginnt er ein neues Leben. Während ihm als Namenlosem von den Behörden nur Steine in den Weg gelegt werden, findet er hauptsächlich unter den sozial Schwachen und Armen Hilfe. Insbesondere wird er von der bei der Heilsarmee arbeitenden Irma unterstützt. Beide werden schließlich ein Paar; zudem klärt sich die Vergangenheit des Mannes. 

## Einordnung
Wie in den meisten seiner Filme übt Kaurismäki auch in diesem Kritik an einer Gesellschaft, die sich um ihre Schwächsten nicht kümmert. Dieser Film ist jedoch viel positiver als seine Vorgänger, in denen die Protagonisten am Ende meist scheitern. Diesem Umstand ist es wohl geschuldet, dass Der Mann ohne Vergangenheit auch als „modernes Märchen“ bezeichnet wurde. Den Film prägen, wie in Kaurismäkis Werken üblich, knappe Dialoge und ein lakonischer Humor.

## Kritiken
„Ein Film, der sein Publikum entführt, erheitert, bewegt und streichelt.“

„Ein Wunder an poetischer Imagination, ein Märchen von vollendeter Schönheit, ein Film des Anmuts und der Würde, eine Ballade über Solidarität unter den Erniedrigten und Beleidigten und in seinen glänzend leuchtenden Primärfarben ein Muster opulenter Farbdramaturgie.“

„Siehst du mich mal in der Gosse mit dem Gesicht nach unten, dann dreh mich um! Aki Kaurismäki erzählt eine schmerzhafte und doch traumhaft schöne Geschichte über die Angst vor dem Absturz und über die Hoffnung, dass dann vielleicht Menschen zugegen sind, die das Schlimmste verhindern.“

## Auszeichnungen
- 2003: Internationales Filmfestival Bangkok: Goldener Kinnaree Award in der Kategorie „Bestes Drehbuch“
- 2003: Jussi in den Kategorien „Bester Film“, „Beste Regie“, „Bestes Drehbuch“, „Beste Hauptdarstellerin“ (Kati Outinen), „Beste Kamera“ und „Bester Schnitt“
- 2003: Internationales Filmfestival Palm Springs: FIPRESCI-Preis
- 2003: Robert Festival: Robert für den besten nicht-amerikanischen Film
- 2003: Europäischer John Templeton Film Preis 2002
- 2002: Internationale Filmfestspiele von Cannes: Großer Preis der Jury und Preis der Ökumenischen Jury
- 2002: Internationales Filmfestival Flandern: Goldene Spur
- 2002: Nordische Filmtage Lübeck: Publikumspreis der Lübecker Nachrichten
- 2002: Nordischer Rat: Filmpreis des Nordischen Rates
- 2002: Internationales Filmfestival San Sebastián: Grand Prix de la FIPRESCI für den Film des Jahres

## Nominierungen
- 2004: Preis der argentinischen Filmkritikervereinigung: Silberner Kondor in der Kategorie „Bester ausländischer Film“
- 2004: Chlotrudis Award für das beste Originaldrehbuch
- 2003: Oscar in der Kategorie „Bester fremdsprachiger Film“
- 2003: Internationales Filmfestival Bangkok: Goldener Kinnaree Award in der Kategorie „Bester Film“
- 2003: Bodil für den besten nicht-amerikanischen Film
- 2003: César für den besten EU-Film
- 2003: Sindacato Nazionale Giornalisti Cinematografici Italiani: Nastro d’Argento für den besten Regisseur eines ausländischen Films
- 2002: Internationale Filmfestspiele von Cannes: Goldene Palme in der Kategorie „Beste Darstellerin“ (Kati Outinen)
- 2002: Europäischer Filmpreis in den Kategorien: Publikumspreis „Bester Regisseur“, „Beste Regie“, „Bester Film“ und „Bester Drehbuchautor“

## Theaterinszenierung
2010 inszenierte Dimiter Gotscheff den Stoff am Deutschen Theater Berlin. Uraufführung war am 17. Dezember 2010.